# Yūkei Teshima
Yūkei Teshima (手島 右卿, Teshima Yūkei), né le 13 novembre 1901 à Aki dans la préfecture de Kōchi et mort le 27 mars 1987 à Tokyo, est un peintre et calligraphe japonais.

## Éléments biographiques
Yūkei Tejima est un important professeur de peinture et représentant de la peinture moderne du Japon après la Seconde Guerre mondiale. Il étudie auprès de Tenrai Hidai (1872-1939), calligraphe qui travaille dans le style Meiji. Il est membre fondateur de l'association d'artiste Dokuritsu Shodō-kai (de) (Dokuritsu Shojin-dan à partir de 1967 ) en tant que président et y sert jusqu'à sa mort en janvier 1987.

## Expositions internationales
Les œuvres de Tejima font partie de la grande exposition itinérante « Calligraphie japonaise » présentée en 1955 dans différents pays européens. Il participe à la 4e biennale de Sao Paulo de 1957. Plusieurs de ses œuvres sont présentées à la documenta II en 1959 à Cassel. L'exposition Yuhkei and his School est présentée en Belgique en septembre 1969, en France en septembre 1975, aux États-Unis en mai 1982 et au palais de la Révolution à Pékin en mai 1985.

## Mémorial
En mars 1989, deux ans après sa mort, la Dokuritsu Shojindan organise une importante rétrospective (en) consacrée à son œuvre et en septembre 1997 est dévoilée à Koyasan (mont Kōya) dans la préfecture de Wakayama une épitaphe portant la calligraphie sho de Yūkei Tejimas.

## Source de la traduction
- (de) Cet article est partiellement ou en totalité issu de l’article de Wikipédia en allemand intitulé « Yūkei Teshima » (voir la liste des auteurs).